# Don MacIntyre
Don MacIntyre (né en 1955 ou 1956) est un homme politique canadien, il est élu à l'Assemblée législative de l'Alberta lors de l'élection provinciale de 2015. Il représente la circonscription d'Innisfail-Sylvan Lake en tant qu'un membre du Parti Wildrose.